# Charlie Paddock
Charles »Charley« William Paddock, ameriški atlet, 11. avgust 1900, Gainesville, Teksas, ZDA, † 21. julij 1943, Sitka, Alaska, ZDA.
Paddock je nastopih na poletnih olimpijskih igrah 1920 v Antwerpu in 1924 v Pariz. Leta 1920 je osvojil naslova olimpijskega prvaka v teku na 100 m in štafeti 4×100 m ter naslov olimpijskega podprvaka v teku na 200 m. Slednje je ponovil tudi na naslednjih igrah leta 1924. 23. aprila 1921 je s časom 10,4 s postavil svetovni rekord v teku na 100 m. 8. avgusta 1929 ga je kot prvi izenačil Eddie Tolan, izboljšan pa je bil 9. avgusta 1930, ko je Percy Williams dosegel čas 10,3 s. Umrl je leta 1943 v letalski nesreči na Alaski skupaj z generalom Williamom P. Upshurjem.